# Coelotes iheyaensis
Coelotes iheyaensis là một loài nhện trong họ Amaurobiidae.
Loài này thuộc chi Coelotes. Coelotes iheyaensis được miêu tả năm 2000 bởi Shimojana.